# مجمع اللغة العربية الافتراضي
مَجْمَعُ اللُّغَةِ العَرَبِيَّةِ الافْتِرَاضِيُّ هو مجمع إفتراضي مفتوح للغة العربية مقره في السعودية. تقوم رسالة المجمع على خدمة اللغة العربية وأساليبها ولهجاتها. لاقت الفكرة قبولا وشهد حساب المجمع على تويتر تفاعلا ومشاركات عديدة.
كما اتهم المجمع بالعبث باللغة والتعدي على الأصول ومحاولة خلق اللبس بموضع مسميات لأصوات الحروف وسطوهم على مؤلفات والتصرف بمحتوياتها بما يضر باللغة العربية.

## الأهداف
تنص أهداف المجمع اللغوي الافتراضي للغة العربية على الأتي:
- نشر الوعي اللغوي، وتربية ذائقة سليمة.
- تقريب الفصحى، ومحاربة التلوث اللغوي.
- خدمة النصوص اللغوية وتحليل نماذج منها.
- جمع اللهجات العربية المعاصرة وتقريبها من الفصحى.
- دراسة مراحل نمو المفردة الأصلية الجذور وما طرأ عليها حتى وصلت إلى حالتها الراهنة.
- ربط اللهجات المعاصرة للشعوب العربية كلها بالموروث اللغوي القديم والكشف عما طرأ عليها من تغييرات فرضتها البيئات الحديثة أو الاحتكاك بالأمم والشعوب الأخرى.
- البحث في أصول الكلمات الدخيلة على اللهجات العربية الحديثة وعوامل إدراجها.
- محاولة تعريب ما لم يعرب من المصطلحات الحديثة وخصوصًا ما شاع بين الأجيال المتأخرة من وسائل التقنية الحديثة.
- تقديم استشارات لغوية وصرفية ونحوية وعروضية.
- اقتراح موضوعات لطلاب الدراسات العليا.

## قرارات
كان من أبرز قرارات المجمع المثيرة للجدّل هو رسم حرف جديد لصوت القيف (بي ‏)، والموقف من دراسة اللهجات العربية المعاصرة، وتصويب بعض المصطلحات مثل (بدل فاقد) وصوابها (بدل مفقود)، واستحداث مصطلحات جديدة مثل «تهامة الحرمين».

## روابط خارجية
- مدونة مجمع اللغة الافتراضي
- مجمع اللغة الافتراضي على تويتر